# Bonin - Bovin - Bovyn. Patriciersfamilie uit Brugge
Bonin (Bovin) of Boonem (de Bonin / van Boonen)  ook geschreven als Bovyn of Bovijn was een patriciërsgeslacht dat voornamelijk in Brugge was gevestigd en er van de twaalfde tot het einde van de vijftiende eeuw een politieke en maatschappelijke rol vervulde.

## Schrijfwijze
De naam geschreven als "Bonin" is de Latijnse schrijfwijze van wat vandaag zoveel betekent als "Van Boonen". In de Oud-Nederlandse vervoeging werd het als "Boonem" geschreven en in het Frans geschreven als "De Bonin". Tot in de late helft van de 19e eeuw en de toename van het belang van exacte noteringen werd er voordien niet veel belang gehecht aan schrijfwijzen en dus komt de familie in historische geschriften ook voor als "Bonyn" waar de "i" een griekse "y" wordt.  Al dan niet met puntjes "ÿ - ij".  En de "n" vervangen door de "v" resulterend in "Bovin" of "Bovyn" en "Bovijn".
Om de verschillen in de schrijfwijze voor een en dezelfde naam te kunnen verklaren is het belangrijk te weten dat hoewel in het moderne Nederlands eigennamen niet vervoegd worden, dit in het Latijn en andere, zelfs hedendaagse talen zoals het Tsjechisch en mindere mate ook in het Duits, wel nog steeds gewoonte is.
Er zijn minstens 3 historische naslagwerken die zwart op wit aanduiden dat Bonin, Bonyn (Bonijn) en Bovin, Bovyn (Bovijn) dezelfde familie is.
- In het boek door J. Gaillard, Bruges et le Franc ou Leur magistrature et leur noblesse, avec des données historiques et généalogiques sur chaque famille, volume 6 p. 298-299 wordt vermeld dat "Bonin" ook als "Bovin" geschreven werd.[2]

- In het boek van J. Van Praet, Recherches sur Louis de Bruges, seigneur de la Gruthuyse... ; suivies de la notice des manuscrits qui lui ont appartenu et dont la plus grande partie se conserve à la Bibliothèque du roi [1] p. 287 schrijft men; 
  - BONIN (Ruuschaert) bastaert; Gruth., 5e ligne, no 7.

D'une famille ancienne, dont on trouve le nom écrit
de trois différentes manières : Bonin, Bonyn et Bovyn.
- In het boek "Annales sive historiae rerum Belgicarum" van Jacques de Meyer uit 1580[3] is te vinden dat de "v" van Bovin ook als "u" werd geschreven. Er werd daar geschreven over een vrede tussen de families Bovin en Gruuthuyse. In 1377 geïnitieerd door Margaretha van Frankrijk, moeder van Lodewijk van Male Graaf van Vlaanderen[4]

## Geschiedenis
Een van de eerste Bonins waarover een document bestaat is Egidius Bonin, die in 1286 deken van het kapittel van Sint-Donaas werd. Dit betekent dat de familie toen al tot welstand en invloed gekomen was.
De welvarend geworden en adellijke familie bouwde in het begin van de veertiende eeuw een van de belangrijkste stenen gebouwen, het huis met de Zeven Torens in de Hoogstraat.  Meer specifiek was het Wouter Bonin van den Gapere, heer van Meulebeke die van de panden 'Zeven Torens', 'Casselberg' en ''t Fransch Schild' één groot paleis maakte.
In het schilderij van Pieter Claeissens ”De zeven wonderen van Brugge” ziet men hoe dit de enige privéwoning was die centraal staat tussen publieke gebouwen.

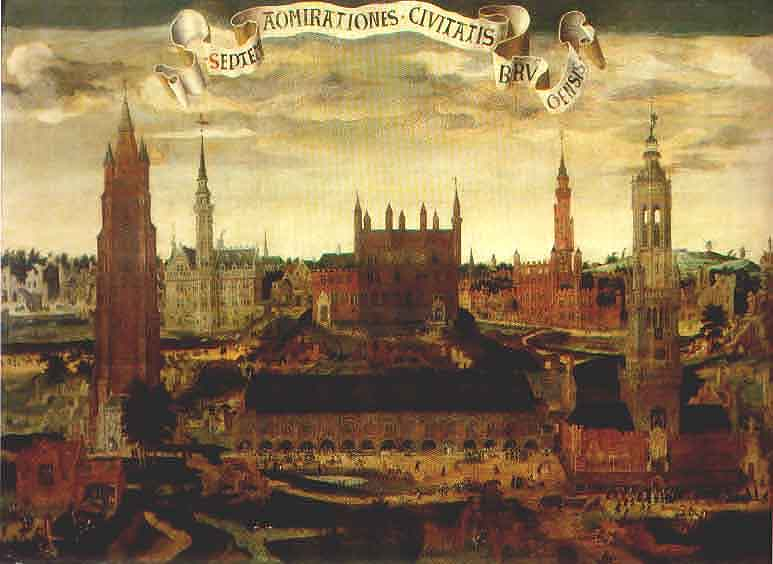
Septem admirationes civitatis Brugensis - De zeven wonderen van de stad Brugge

Tijdens de dertiende, veertiende en vijftiende eeuw was de familie zeer aanwezig in het stadsbestuur van Brugge. Sommigen werden raadslid of thesaurier. Talrijke keren behoorde een Bonin tot het schepencollege: Jan Bonin (1257), Pierre Bonin (1276), Jan Bonin (1291), Gauthier Bonin (1312), Lambert Bonin (13..), Pierre Bonin (1329), Geldolf Bonin (1331), Jan Bonin (1366 en 1379), Jacob Bonin (1384, 1385 en 1403), Thomas Bonin (1405, 1427 en 1430), Jacob Bonin (1431, 1433), Tideman Bonin (1435) en Jacob Bonin (1446, 1455 en 1457).
Lambert Bonyn (Bovyn) als leider van het Oost Vrye, samen met Nicolaas Zannekin Willem de Deken, en Zeger Janszone, deed mee aan de slag slag bij Kassel in 1328, naar wie de "Lambrecht Bovijnstraat" in Damme is vernoemd.
Sommigen klommen hogerop en werden burgemeester van de raadsleden. In 1279 was Pieter Bonin burgemeester van de schepenen. In 1367, 1369, 1371, 1375, 1377 en 1378 werd de functie bekleed door een of misschien twee opeenvolgende Jan Bonins en nogmaals in 1417 en 1420 door Thomas Bonin.
Ten slotte waren er ook Bonins die de top bereikten als burgemeester van de schepenen. Het ging om twee of misschien zelfs drie Jan Bonins in 1364, 1368, 1370, 1372 en 1392.
De invloed van de Brugse tak van de Bovyns in Brugge ging gepaard met de groei in invloed van de familie Van Gruuthuuse dewelke rivaliseerden om macht en invloed.  Beide families waren politiek actief, wedijverden beiden in de jaarlijkse steekspelen der Witte Beer.  De families bleken zodanig in strijd met elkaar dat men het reeds in 1377 nodig achtte de tussenkomst van Margaretha van Frankrijk in te roepen.  In de eeuw daarna speelde ook het verdwijnen van de Franse invloed zeker een rol in de achteruitgang van de familie. Zo kwam bvb. het Huis der Zeven Torens in 1560 in handen van de Spaanse handelaar Juan Lopez Gallo, afgevaardigde van de Spaanse koning in Brugge. Deze had eerder al het Huis Van Male gekocht van Filips II (de Spaanse koning).  Men kunne zich inbeelden welke politieke spelletjes daaraan voorafgingen.
Uiteindelijk ging de heerlijkheid van Meulebeke en Nieuwenhove over op de familie de la Douve via het huwelijk van Catharina Bonijn met Jean de la Douve.

## Genealogie
De enige poging tot genealogie voor de familie Bonin werd geleverd door Corneille Gailliard en jonkheer Theophile Augustin Casetta in de zeventiende eeuw (1689). Deze genealogie werd niet gepubliceerd, en men heeft er slechts gedeeltelijk kennis van doordat anderen er uit geciteerd hebben.
De meest uitgebreide genealogie is het tamelijk verwarde werk (ca. 1860) van Jean-Jacques Gailliard, die kon citeren uit het manuscript dat in de late 19e eeuw in het bezit was van Baron de Peelaert-van-Hoonacker uit Brugge.
Er is dan de "index Casseta" en de originele manuscripten op dewelke zich Casseta zich heeft gebaseerd. Hoewel deze laatsten hoogstwaarschijnlijk zijn verloren gegaan.